# Dreaming Out Loud
Dreaming Out Loud je debutové album americké pop-rockové kapely OneRepublic, které vyšlo v roce 2007. Desku proslavila hlavně první píseň Apologize, která dobyla téměř všechny světové hitparády, a ve které hostuje známý producent Timbaland. Deska se po svém vydání dostala v USA na 14. místo a ve Velké Británii se vyšplhala až na 2. místo.

## Seznam písní
1. Say (All I Need) – 3:50
2. Mercy – 4:00
3. Stop and Stare – 3:43
4. Apologize – 3:28
5. Goodbye, Apathy – 3:32
6. All Fall Down – 4:04
7. Tyrant – 5:03
8. Prodigal – 3:55
9. Won't Stop – 5:03
10. All We Are – 4:28
11. Someone to Save You – 4:15
12. Come Home – 4:27

## Umístění
| Hitparáda      | Umístění |
| -------------- | -------- |
| Austrálie      | 4        |
| Rakousko       | 14       |
| Kanada         | 24       |
| Dánsko         | 5        |
| Nizozemsko     | 71       |
| Evropa         | 4        |
| Francie        | 76       |
| Německo        | 7        |
| Řecko          | 20       |
| Irsko          | 4        |
| Itálie         | 29       |
| Nový Zéland    | 3        |
| Polsko         | 32       |
| Španělsko      | 82       |
| Švédsko        | 49       |
| Švýcarsko      | 8        |
| Velká Británie | 2        |
| USA            | 14       |
| Svět           | 10       |